# جولیتا گریگوریان
جولیتا گریگوریان (ارمنی: Ջուլիետա Գրիգորյան؛  زادهٔ ۱۵ فوریهٔ ۱۹۹۰) خواننده اهل ارمنستان است. وی از سال میلادی تاکنون مشغول فعالیت بوده‌است.

## زندگی‌نامه
وی در ۱۵ فوریه ۱۹۹۰ در ایروان به دنیا آمد و از دانشگاه دولتی ایروان (۲۰۱۲) فارغ‌التحصیل گشت. وی در مسابقه آواز یوروویژن ۲۰۱۸ و دپی منکاگان اوروویژن شرکت نمود.